# Daniel Westling

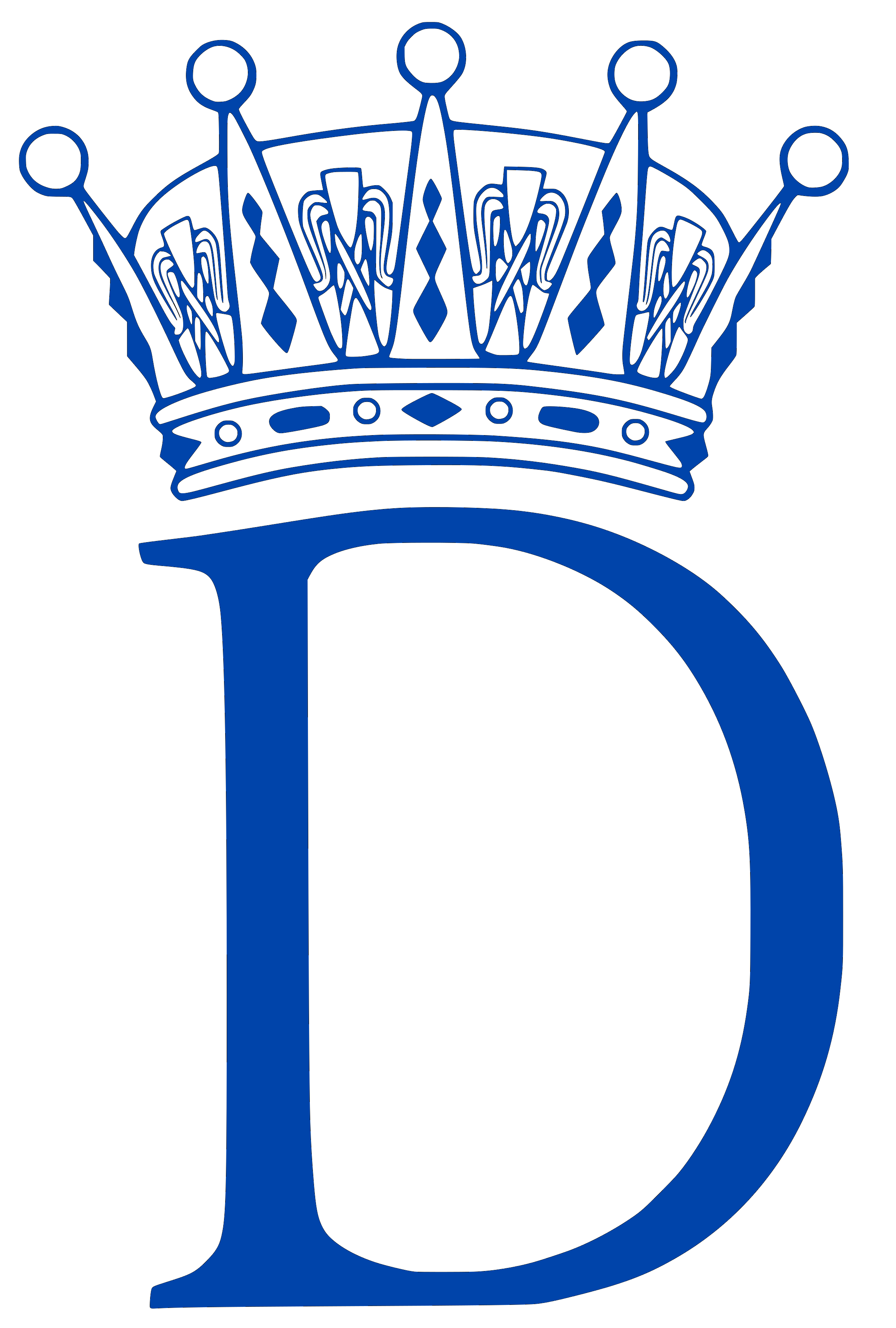
Monogram voor Daniel van Zweden

Olof Daniel Westling Bernadotte (Örebro, 15 september 1973), door zijn huwelijk prins Daniel van Zweden, Hertog van Västergötland (Zweeds: Olof Daniel Westling Bernadotte, Prins av Sverige, Hertig av Västergötland), is de man van kroonprinses Victoria van Zweden.

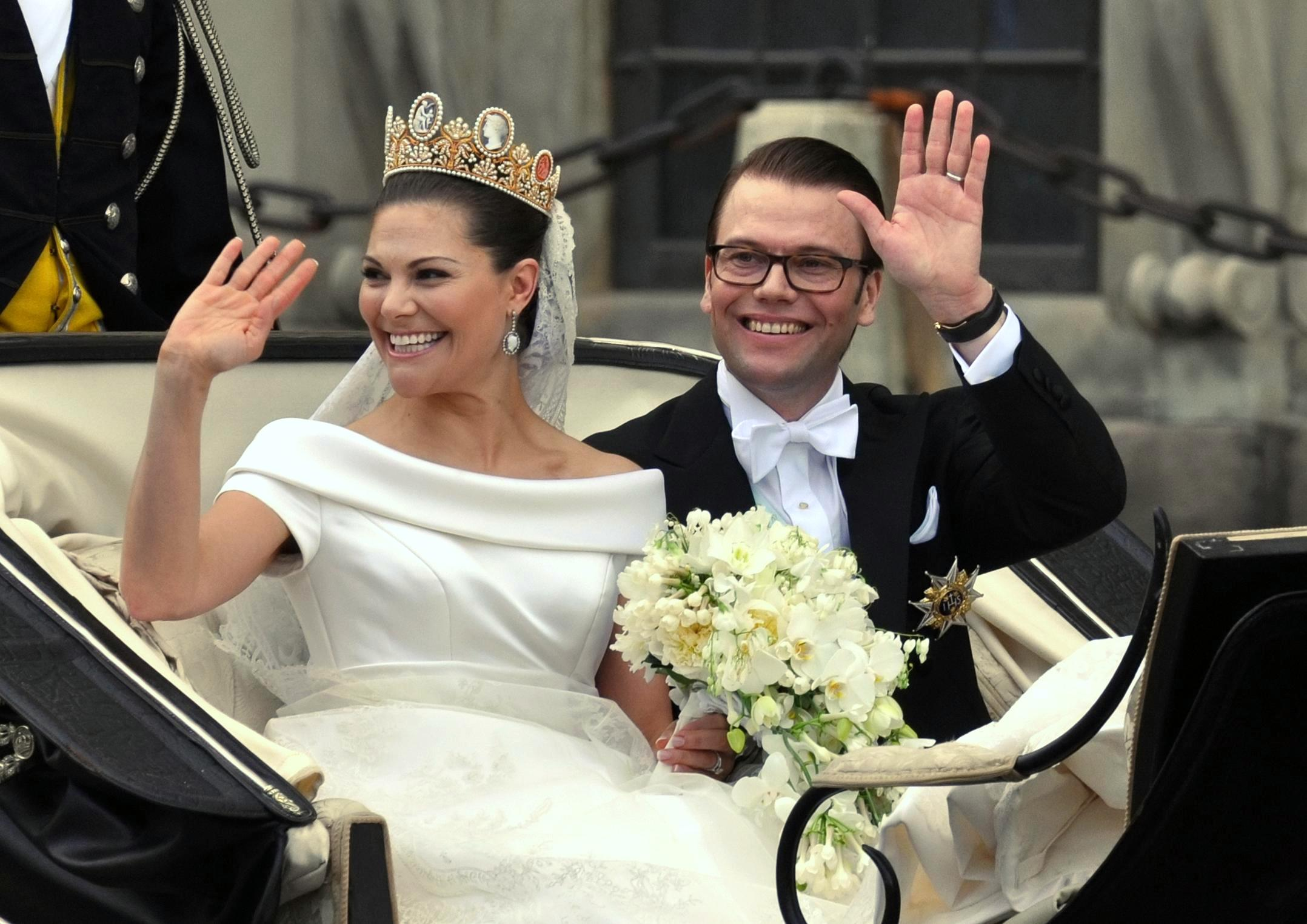
Daniel en Victoria

Westling, Zweed van geboorte, was een sportschoolhouder en na Silvia Sommerlath de tweede partner van een Zweeds troonopvolger die niet van adel is. Hij is de zoon van Olle Westling, ambtenaar bij de Sociale Dienst en diens echtgenote Eva, een postbode. Daniel en Victoria hebben een relatie sinds 2001.
De verloving werd aangekondigd op 24 februari 2009. De verloving werd bekendgemaakt tijdens een persconferentie en in een filmpje op de website van het Koninklijk Huis. Het huwelijk vond plaats op 19 juni 2010.
De koning heeft zijn schoonzoon in de Zweedse adelstand verheven als Hertog van Västergötland. Na afloop van het kerkelijk huwelijk droeg de bruidegom ook de ster en het blauwe lint van de Orde van de Serafijnen.
Sinds zijn huwelijk met de Zweedse kroonprinses wordt hij aangesproken met: Zijne Koninklijke Hoogheid Prins Daniel van Zweden, Hertog van Västergötland (Zweeds: Hans Kunglig Höghet Prins Daniel av Sverige, Hertig av Västergötland). Hij heeft recht op het voeren van de titels van zijn vrouw, zoals dit ook geldt voor andere echtgenoten van troonopvolgers.
Kroonprinses Victoria en prins Daniel hebben samen een dochter, Estelle (geboren op 23 februari 2012) en een zoon, Oscar (geboren op 2 maart 2016)